# Nicholas Grimshaw
Sir Nicholas Grimshaw (ur. 9 października 1939 w Hove w hrabstwie West Sussex) – brytyjski architekt współczesny, tworzący w tzw. stylu high-tech.

## Życiorys
Grimshaw był wieloletnim współpracownikiem Terry’ego Farrella, a w 1980 założył własne biuro, Nicholas Grimshaw & Partners.
Odznaczony Komandorią Orderu Imperium Brytyjskiego (CBE).

## Główne realizacje
- biurowiec BMW w Bracknell, 1980
- lodowisko w Oksfordzie, 1984

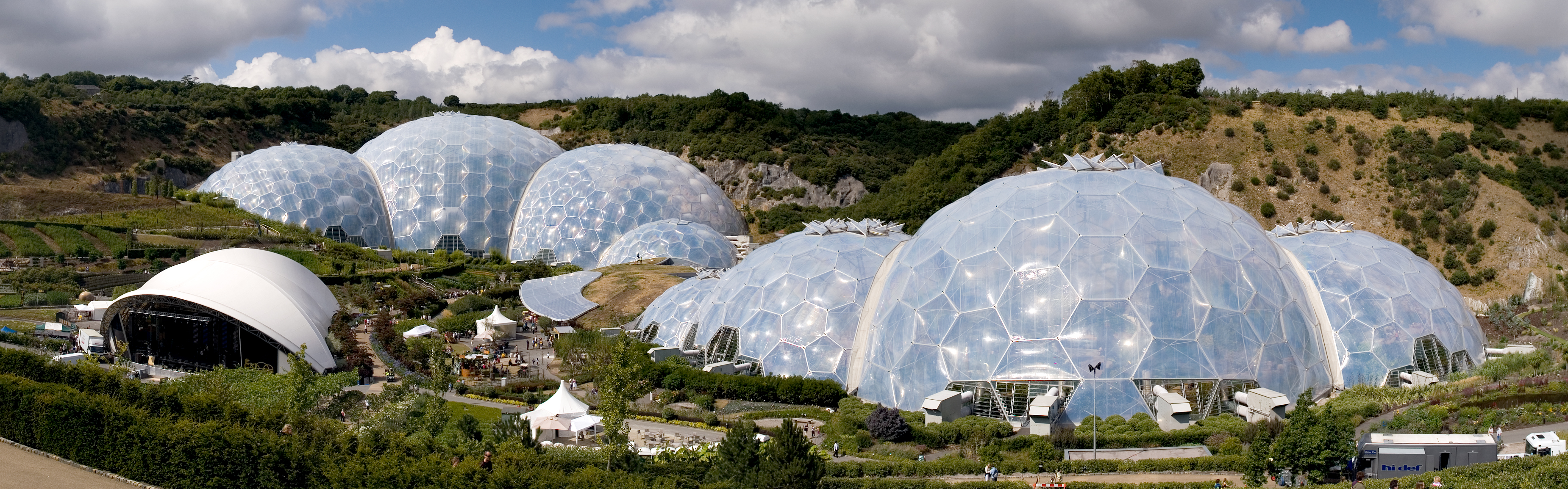
The Eden Project

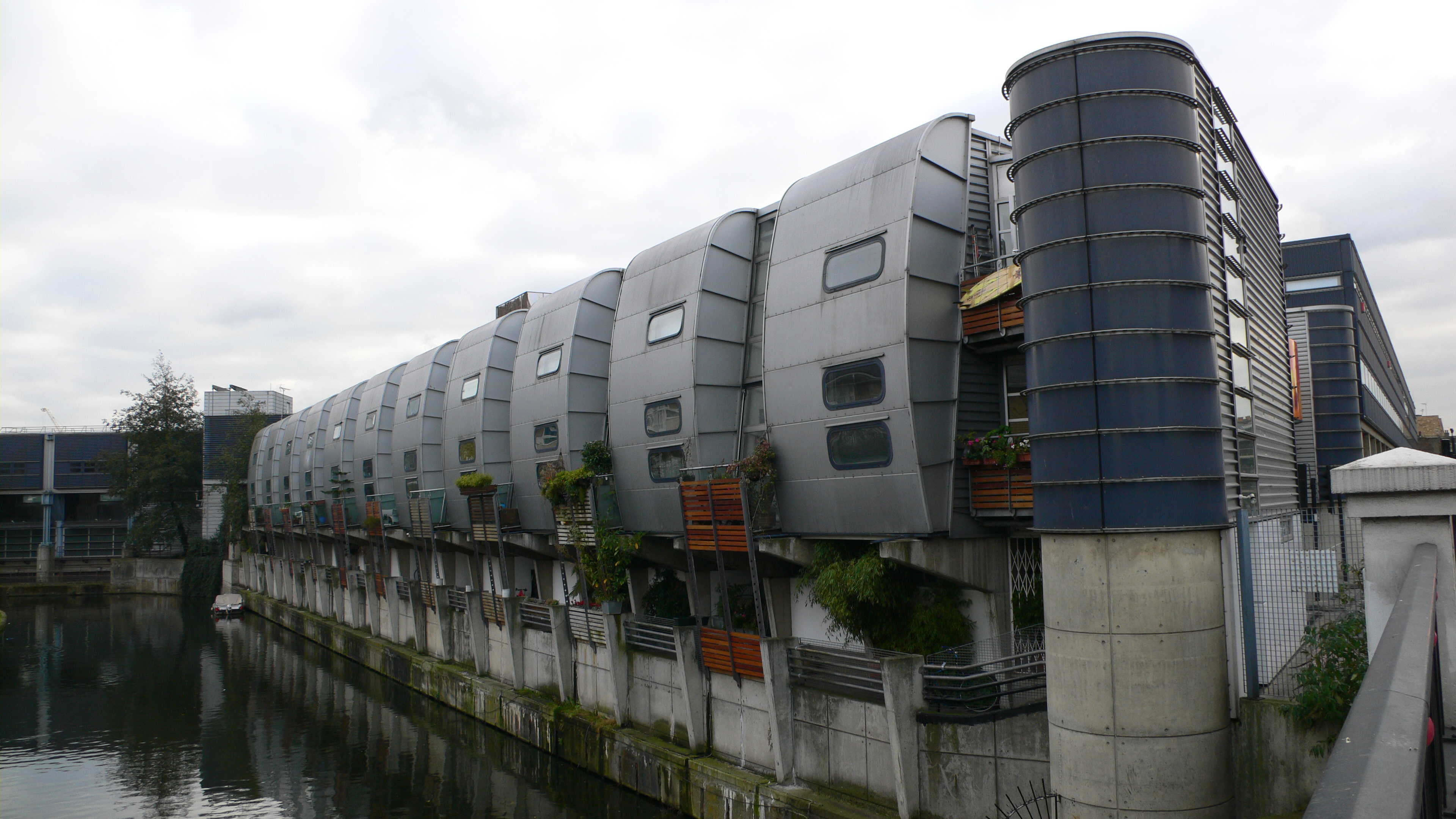
Mieszkania na tyłach supermarketu Sainsbury’s w Camden Town

- drukarnia Financial Times w Londynie-Blackwall, 1988
- centrum badawcze Rank Xerox w Welwyn Garden City, 1988
- supermarket Sainsbury’s w Londynie 1988
- centrum rekreacji Stockbridge w Liverpoolu, 1988
- projekt Biblioteki Narodowej w Paryżu, 1989 (niezrealizowany)
- Pawilon Brytyjski na Expo 92 w Sewilli, 1992
- terminal międzynarodowy na dworcu Waterloo w Londynie, 1993
- połączone centrum obsługi British Airways na lotnisku Heathrow, 1993
- biurowiec i drukarnia Western Morning News w Plymouth, 1993
- biurowiec regionalnej siedziby RAC w Bristolu, 1994
- pirs 4A na lotnisku Heathrow, 1994
- ambasada Wielkiej Brytanii w Berlinie, 1997
- Lord’s Cricket Ground w Grandstand w Londynie, 1998
- terminal 3 na lotnisku Heathrow, 1998
- przepompownia North Woolwich w dokach londyńskich, 1998
- dworzec autobusowy w Bilbao, 1999
- cieplarnia Eden Project w St Austell (Kornwalia), 2001
- hala targowa we Frankfurcie nad Menem, 2001
- National Space Centre w Leicesterze, 2001
- Folly Bridge w Oxfordzie, 2002
- Bath Spa w Bath, 2002